# Андрияш, Ольга Павловна
О́льга Па́вловна Андрия́ш (укр. Ольга Павлівна Андріяш; (род. 10 декабря 1936, Теолин, Киевская область) — советский и украинский учёный-геоморфолог. Кандидат географических наук, доцент.

## Биография
Родилась 10 декабря 1936 года в селе Теолин.
В 1958 году окончила географический факультет Киевского университета. С 1975 года работала ассистентом, в 1975─1989 годах — старшим научным сотрудником научно-исследовательской части географического факультета.
В 1989─1996 годах занимала должность доцента кафедры геоморфологии и палеогеографии киевского университета.
В 1974 году защитила кандидатскую диссертацию «Плиоцен-четвертичная история развития рельефа Ингулец-Бугского междуречья». Исследовала рельеф и антропогеновые отложения Причерноморской низменности, связь погребённых неогеновых долин с современным рельефом.
Автор 40 научных работ.

## Публикации
Основные работы:
- Геология шельфа УССР: «Лиманы». — К., 1982 (в соавторстве).
- Андрияш О.П., Грубрин Ю.Л., Кошик Ю.А., Палиенко Э.Т., Рослый И.М. Геоморфология Украинской ССР. Уч. пособие. Киев: Вища школа, 1990. 287 с.
- Природні умови Канівського Придніпров'я та їх вивчення: Навчальний посібник. — К., 1992 (в соавторстве).